# Ligamentum coracoacromiacum

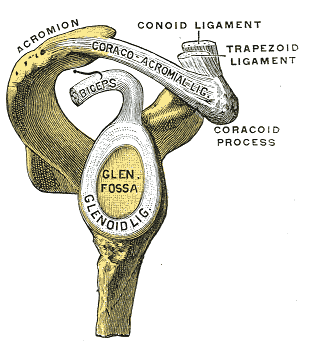
Zijaanzicht van het schouderblad. De benige uitsteeksels, het acromion en de processus coracoides zijn bovenaan te zien. Tussen beide is het ligamentum coracoacromiacum gespannen.

Het ligamentum coracoacromiacum of ligamentum coracoacromiale is een bindweefselband (ligament), dat gelegen is in het schoudergewricht. Dit ligament vormt een verbinding tussen twee benige uitsteeksels van het schouderblad (Latijn: scapula); de processus coracoides en het acromion. Deze benige uitsteeksels vormen samen met het tussenliggende ligament het schouderdak.

## Functie
Het acromion, de processus coracoides (ravenbekuitsteeksel) en het daartussen gespannen ligamentum coracoacromiacum, vormen samen een boogvormige structuur, die het schoudergewricht beschermt.

## Klinische relevantie
Wanneer de ruimte onder het schouderdak te klein is geworden spreek men van het zogeheten impingementsyndroom. Dit veroorzaakt inklemming van de slijmbeurs en de pees. Dit kan leiden tot bursitis (slijmbeursontsteking) en tendinitis (peesontsteking).